# Lost Horizon (jeu vidéo)
Pour les articles homonymes, voir Les Horizons perdus.
Lost Horizon est un jeu vidéo d'aventure en pointer-et-cliquer développé par Animation Arts et édité par Deep Silver, sorti en 2010 sur Windows, iOS et Android.
Il a pour suite Lost Horizon 2.

## Accueil
- Adventure Gamers : 3,5/5[1]
- Jeuxvideo.com : 13/20[2]
- Gamekult : 7/10[3]
- jeuXpo.com : 7/10[4]
- JeuxActu : 14/20[5]
- JeuxDAventure.org[6] :